# Sabine Herold
Pour les articles homonymes, voir Herold.
Sabine Herold, née le 8 juillet 1981 à Reims, est une cadre financière et militante politique française. Elle s'est fait connaître en 2003, en tant que porte-parole de l'association Liberté chérie, puis en tant qu'animatrice d'Alternative libérale, dont elle a été porte-parole, puis présidente de 2008 à 2009.

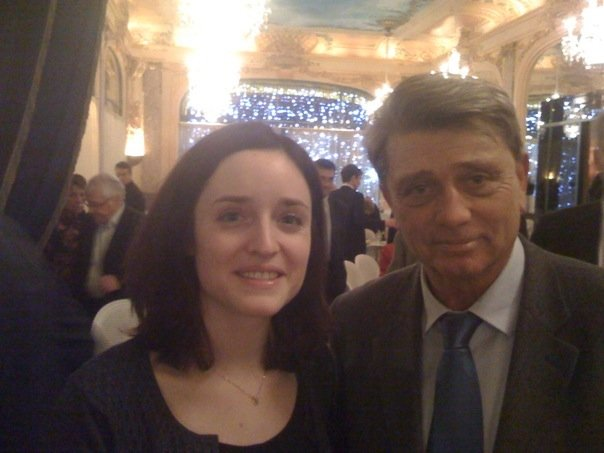
Sabine Herold et Alain Madelin en 2008.

## Biographie
Née de parents enseignants, elle est diplômée de l'Institut d'études politiques de Paris et d'HEC Paris. Elle est mariée à Édouard Fillias depuis septembre 2006.

### Le militantisme
Sabine Herold se fait connaître par le biais de l'association Liberté chérie, dont elle est l'une des fondatrices et l'ancienne porte-parole. Sabine Herold est apparue sur la scène médiatique quand l'association a organisé, le 15 juin 2003, une manifestation pour dénoncer les grèves décidées par les syndicats français dans le cadre du débat sur la Loi Fillon sur les retraites.
Elle a par ailleurs souvent revendiqué son admiration pour la politique de Margaret Thatcher et est parfois surnommée « Mademoiselle Thatcher » par la presse,. Alain Madelin ne lui cache pas de son côté son soutien et revendique une part de la paternité des actions de Liberté chérie : « J'ai eu une influence intellectuelle et un peu organisationnelle, je connais bien Sabine Herold, nous avons des amis qui font le lien. »
Néanmoins, Sabine Herold finit par s'éloigner de ce dernier, disant à son sujet qu'il s'est « autocaricaturé ». Elle refuse son libéralisme, considéré comme surtout économique, et cofonde Alternative libérale avec Édouard Fillias, qu'elle a épousé depuis, pour promouvoir un libéralisme « grand angle », qui s'inscrit dans une « autre dimension » de la vie politique.

### Carrière politique
Pour les législatives de juin 2007, Sabine Herold se présente dans la 15e circonscription de Paris face au sortant UMP Bernard Debré. Elle réalise un score de 1,36 % (345 voix).
Le 5 mars 2008, Sabine Herold devient la nouvelle présidente d'Alternative libérale et succède à Aurélien Véron, étant élue lors des élections internes du parti avec 54 % des voix.
Sabine Herold mène la liste d'Alternative libérale pour les élections européennes de 2009 en Île-de-France. À 27 ans, elle est l'une des plus jeunes candidates aux élections européennes. Sa liste réalise un score de 0,10 % (2 792 voix).
En novembre 2009, Sabine Herold ne se représente pas aux élections internes du bureau d'Alternative libérale. Elle est nommée par le nouveau président, Louis-Marie Bachelot, à un poste de porte-parole.